# Очаківський провулок (Київ)
Оча́ківський прову́лок — провулок у Солом'янському районі міста Києва, місцевість Чоколівка. Пролягає від Донецької до Очаківської вулиці.

## Історія
Провулок виник на початку 50-х років XX століття. Сучасна назва — з 1950-х років, як розташований біля Очаківської вулиці.

## Галерея

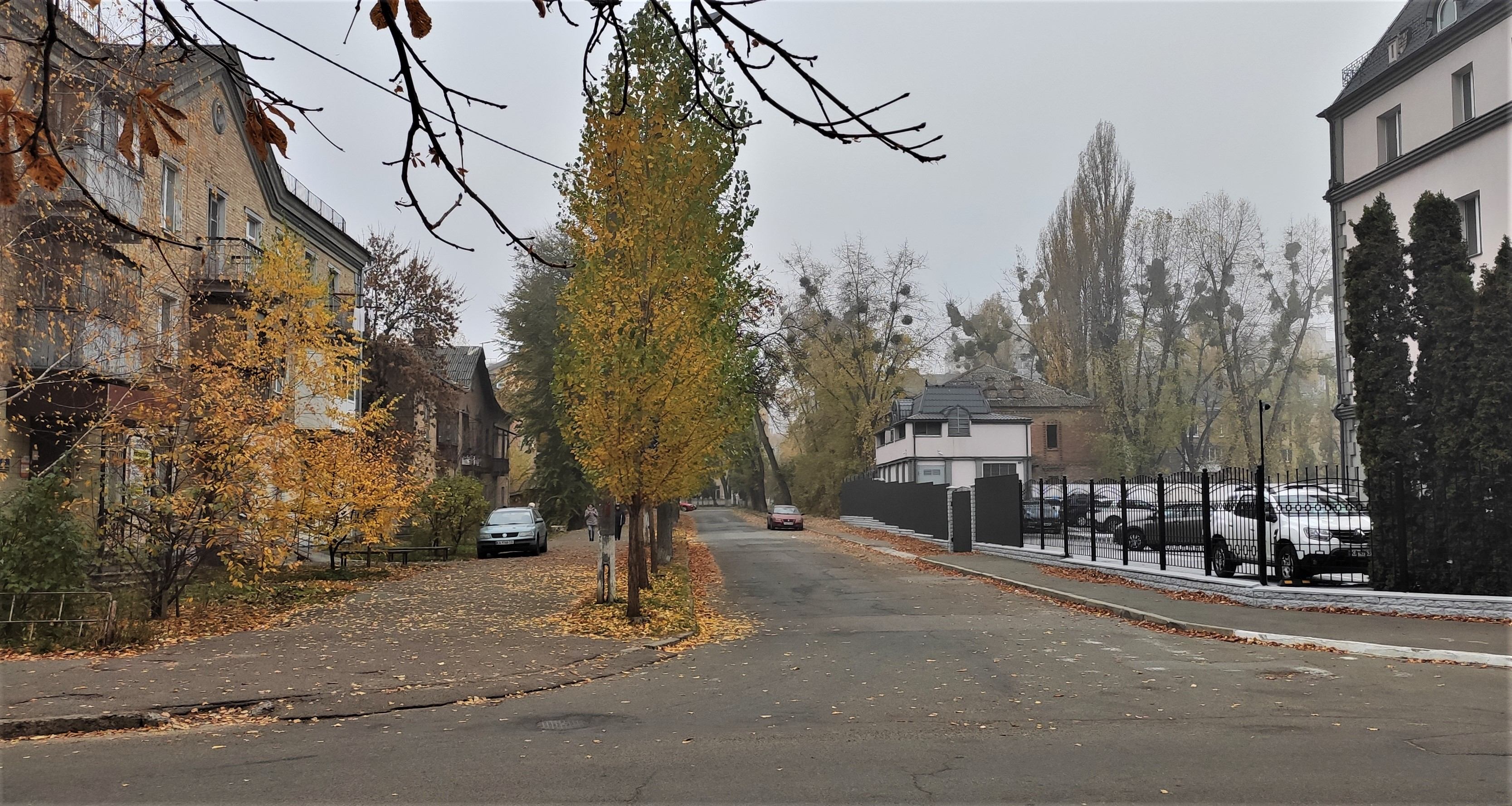
Кінцева частина вулиці
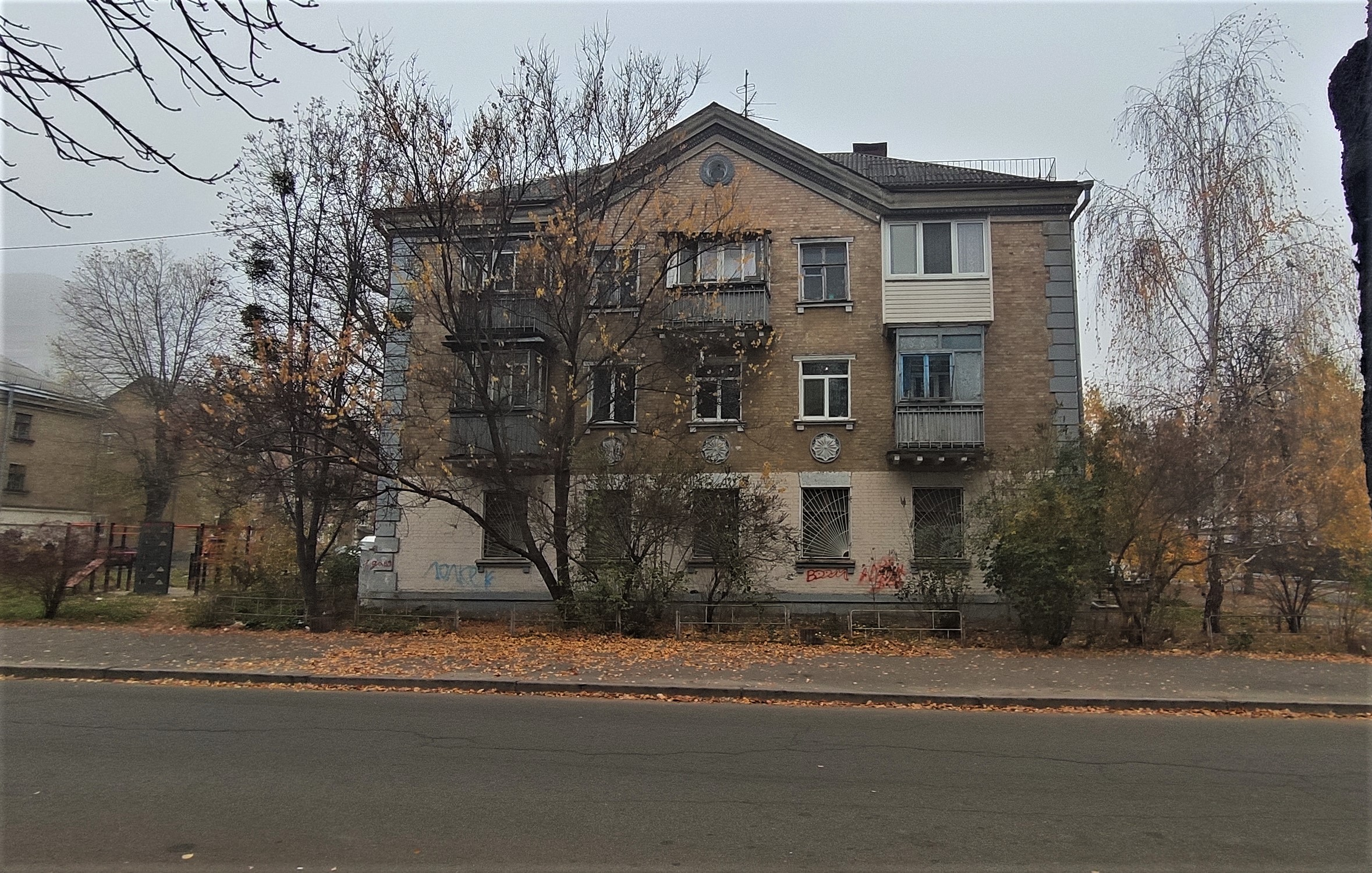
Будинок № 8/3